# Cantone di Hyères
Il Cantone di Hyères è una divisione amministrativa dell'Arrondissement di Tolone.
È stato istituito a seguito della riforma dei cantoni del 2014, che è entrata in vigore con le elezioni dipartimentali del 2015.

## Composizione
Comprende la maggior parte del comune di Hyères, quella non inclusa nel Cantone di La Crau.